# Villanueva (Nowy Meksyk)
Villanueva – jednostka osadnicza w Stanach Zjednoczonych, w stanie Nowy Meksyk, w hrabstwie San Miguel.